# Regalicki Chełm
Regalicki Chełm (do 1945 niem. Seegarnholm) –  wyspa odrzańska znajdująca się w Szczecinie na jeziorze Dąbie.
Jest ona położona w ramionach Duńczycy Wschodniej i Zachodniej wpadającej do Jeziora Dąbie. Sąsiaduje z wyspą Żurawką, i Mieleńską Łąką a także z Wielką Kępą. Jest ona w większości pokryta szuwarami i bagnami. Jej kształt przypomina rogal.